# 烏伊河 (托博爾河支流)
烏伊河（羅馬化：Uy）是额尔齐斯河流域内托博爾河的左支流，流经俄罗斯的巴什科爾托斯坦共和國、車里雅賓斯克州、庫爾干州，以及哈薩克的庫斯塔奈州。河道全長462公里，流域面積34,400平方公里，發源自烏拉山脈南部，流經特羅伊茨克，最終注入托博爾河。